# عائلة باردي

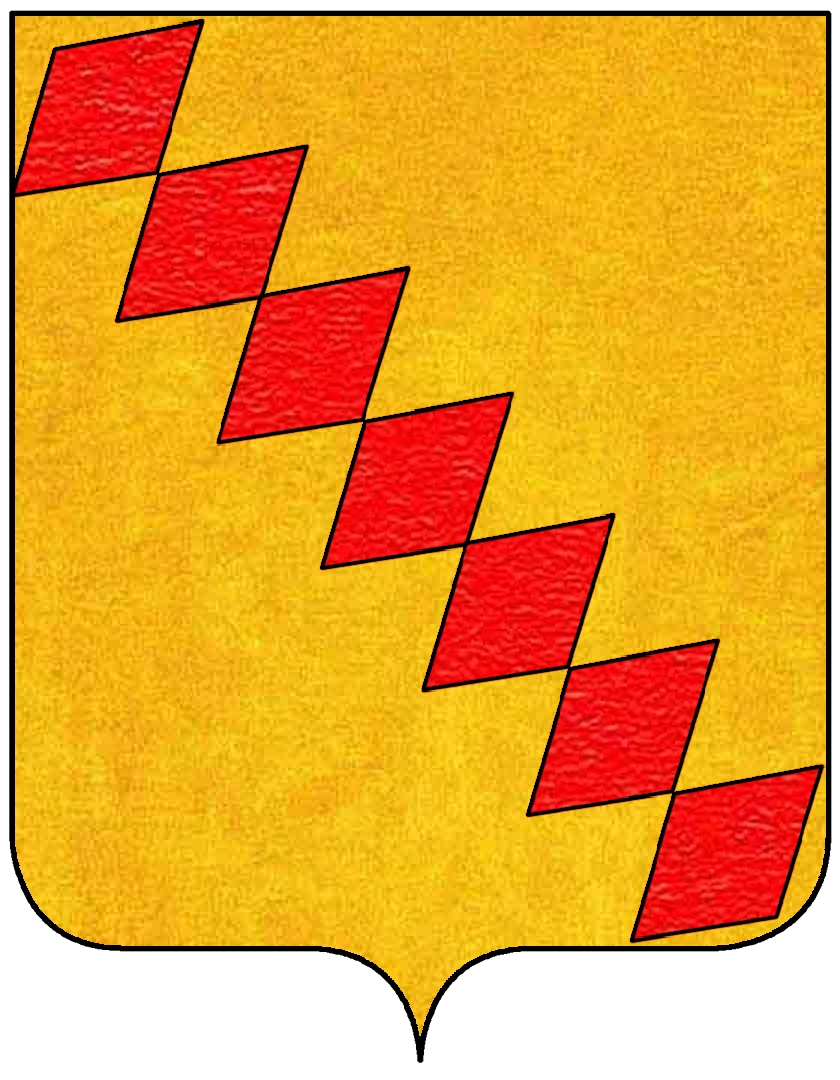

عائلة باردي (بالإيطالية: Bardi)‏ كانت عائلة مؤثرة في فلورنسا امتلكت شركة مصرفية قوية عرفت باسم كومبانيا دي باردي (بالإيطالية: Compagnia dei Bardi)‏. أدانت تلك العائلة مع عائلة بيروتسي إدوارد الثالث ملك إنجلترا 400,000 فلورين ذهبي، لكنه لم يسددها.